# Enki
Enki (sumerski:dEN.KI(G)) je bog u sumerskoj mitologiji, kasnije znan kao Ea u akadskoj i babilonskoj mitologiji. U najranija vremena sumerske povijesti bio je bog-zaštitnik grada Eridu, ali se kasnije utjecaj njegova kulta proširio diljem Mezopotamije te na Kanance, Hetite i Hurijce. On je bio božanstvo obrta (gašam); šaljivdžija; voda, morskih voda, jezera (a, aba, ab), inteligencije (gestú, književno „klas“, „uho“) i stvaranja (Nudimmud: nu, poput, dim, mud, „imati porod“). On se povezivao s južnom skupinom konstelacija zvanoj „zvijezde Ea“, ali također i s konstelacijom AŠ-IKU, „Poljem“ („Kvadratom Pegazusa“). Počevši negdje od 2. tisućljeća pr. Kr., on je ponekad poistovjećivan prilikom pisanja s brojčanim ideogramom za „40“, uobičajeno posvećenim kao njegov „sveti broj“. Planet Merkur, združen s babilonskim Nabuom (sinom Marduka), bio je u sumerska vremena identificiran s Enkijem.
Velik broj mitova vezanih uz Enkija bio je sakupljen iz raznih mjesta, počevši od južnog Iraka do Levanta. On se prikazuje na najranijim natpisima ispisanim klinopisom diljem regije i bio je istaknuta karaktera od 3. tisućljeća pa do helenističkog razdoblja.
Točno značenje njegova imena je nesigurno: zajednička transliteracija je „Gospodar Zemlje“: sumerski en se prevodi kao titula jednakoznačna „Gospodinu“, „Vladaru“; u najranija vremena izgleda da je ta titula bila davana Visokom Svećeniku; ki znači „zemlja“; ali postoje razne teorije prema kojima ki u njegovu imenu ima drugačiji izvor, vjerojatno kig nepoznata značenja ili kur u značenju „brežuljak“, „nasip“. Ime Ea navodno je hurijskog porijekla dok ostala istraživanja smatraju da je riječ o mogućem semitskom terminu, koji je možda derivacija zapadno-semitskog korijena „hyy“ u značenju „život“, a u ovom slučaju koristilo se za „izvor“, „tekuću vodu“. U sumerskom EA znači „kuća vode“ i predlagalo se da je to početno bilo ime grobnice/hrama samog Boga u Eridu.